# وراپچا
وراپچا (به صربی: Vrapča) یک منطقهٔ مسکونی در صربستان است که در دیمیتروگراد واقع شده‌است. وراپچا ۱۲ نفر جمعیت دارد.